# Erzulie
Erzulie (znana również jako Erzili bądź Ezili) jest rodziną loa i duchów w Voodoo.

## Maîtresse Mambo Erzulie Fréda Dahomey
Erzulie Fréda Dahomey, aspekt Rady Erzulie, jest afrykańskim duchem miłości, zdrowia, powodzenia, perfum oraz kwiatów. Nosi trzy obrączki ślubne dla każdego ze swoich mężów - Damballah, Agwe oraz Ogoun. Jej symbolem jest serce, jej kolorami natomiast różowy, niebieski, biały oraz złoty. Jej ulubionymi ofiarami są perfumy, biżuteria, słodkie ciasta. Erzulie Freda jest utożsamiana jako uczucie miłości i pasji, świadomej swego piękna, posiada jednak mroczną stronę; uważa się ją za zazdrosną oraz rozpuszczoną, a w poszczególnych kręgach nawet za leniwą. Poprzez rytualnych opętań może wstąpić zarówno w kobietę i mężczyznę, a wtedy obecni na ceremonii muszą zaspokajać jej potrzeby: gdy nie dostanie tego czego chce, płacze.
w Chrześcijańskiej ikonografii jest często utożsamiana z Mater Dolorosą, tak samo jak inna loa, zwane Metres Ezili.

## Rodzina Erzulie

### Rada
- Erzulie Freda (Pani Erzulie)
- Erzulie Mansur (Błogosławiona Erzulie) - reprezentuje matczyną miłość i protekcję wobec dzieci
- Granne Erzulie (Babcia Erzulie) - reprezentuje dobro i wiedzę starszych kobiet, stąd nazywa się ją babcią. Utożsamia się ją z Św. Anną, matką Maryi.

### Petro
- Erzulie D'en Tort lub Erzulie Dantor (Erzulie Zła) - chroni kobiety oraz dzieci, a także zsyła zemstę na tych którzy ich skrzywdzili.
- Erzulie Balianne (Zakneblowana Erzulie) - "wycisza" (leczy lub uspokaja) serca. Chowa sekrety i zapewnia, aby nie wyszły na światło dzienne. Pomaga ludziom zapomnieć o starych miłościach i uleczyć rany. Osoby przez nią opętane mówią w sposób, jakby mieli zakneblowane usta.
- Erzulie Mapiangue (Mamuśka Erzulie) - zajmuje się ochroną nienarodzonych dzieci i noworodków. Podczas opętania osoby często układają się w pozycję przybieraną przez dzieci podczas porodu, płacząc z bólu.
- Erzulie Yeux Rouge lub Erzulie Ge-Rouge (Czerwonooka Erzulie) - mści się na niewiernych osobach w związku.
- Erzulie Toho - poradza zazdrosnym lub zlekceważonym w związku.

### Inne
- Erzulie La Flambeau (Erzulie Pochodni)
- Erzulie Wangol (Erzulie Świętego Sztandaru)